# Kollegienkirche (Jena)

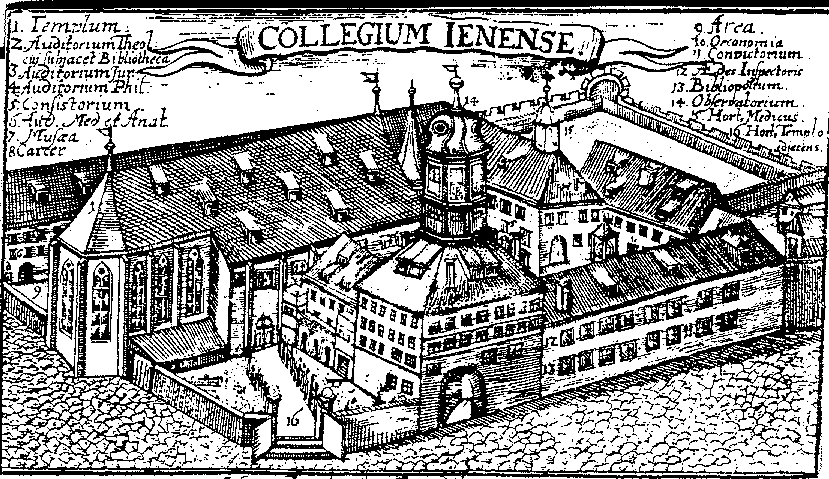
Collegium Jenense und ehemalige Klosterkirche um 1600, Ansicht von Nordosten

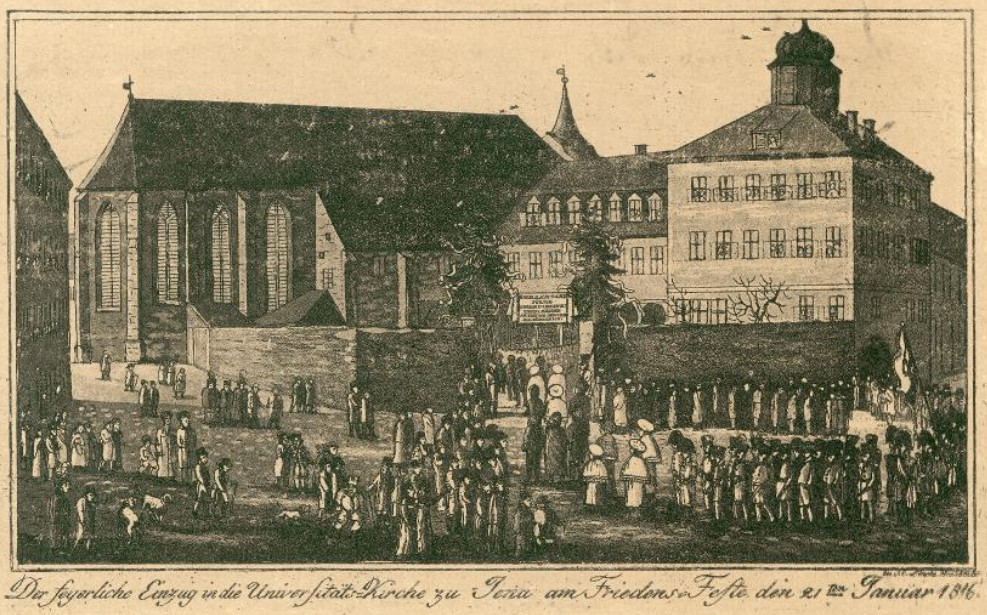
Kollegienkirche Jena (1816)

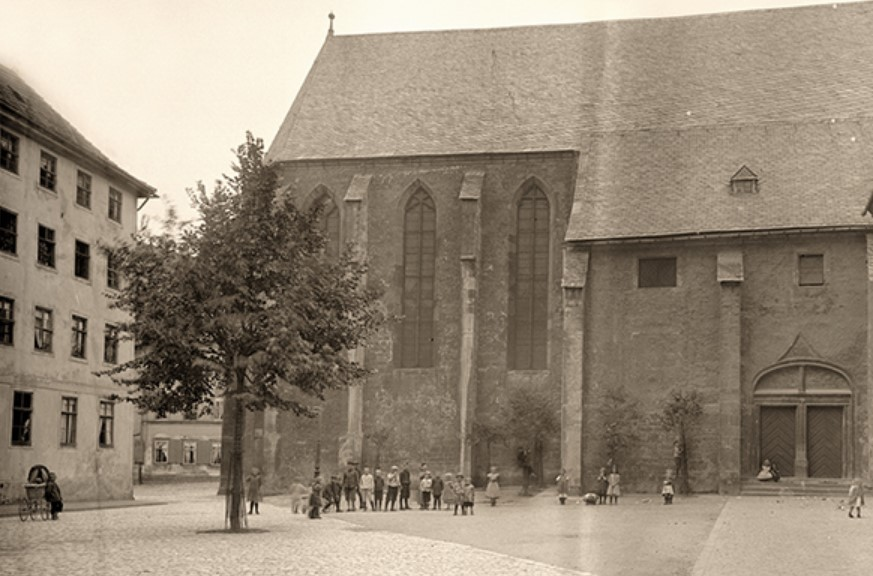
Kollegienkirche Jena (1907)

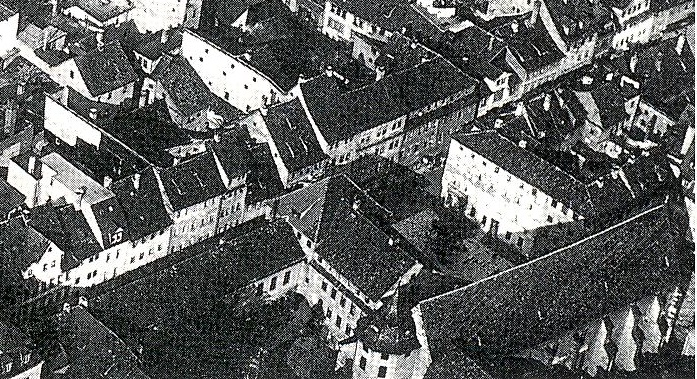
Kollegienkirche und angrenzende Gebäude um 1920, Ansicht von Südwesten

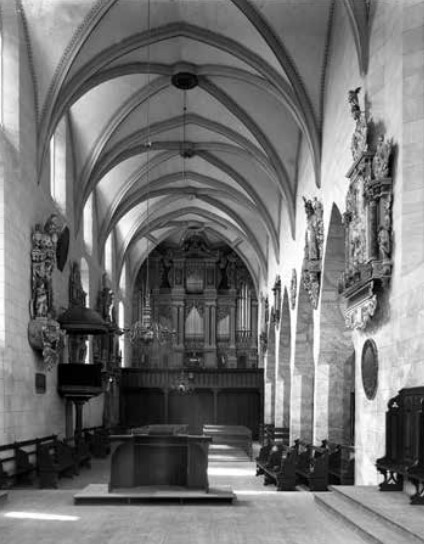
Innenansicht (1936)

Die Kollegienkirche zu Jena war die Universitätskirche der Universität Jena auf dem Universitätsgelände Collegium Jenense. Vor der Reformation war sie Klosterkirche des Jenaer Dominikanerklosters, ihr Patrozinium war St. Paulus.
Die Kollegienkirche wurde 1945 im Zweiten Weltkrieg bei Bombenangriffen auf Jena stark beschädigt und in der Zeit der Sowjetischen Besatzungszone im Jahr 1947 gesprengt, da sie vom Wiederaufbau des Collegium Jenense ausgenommen war.

## Geschichte

### Kloster
Das Kloster des Predigerordens in Jena wurde 1286 von den Brüdern Albert und Hermann von Lobdeburg in der Südwestecke des ummauerten Stadtrechtecks gestiftet oder erneuert. Die Klosterkirche entsprach dem Typ der schmuck- und turmlosen gotischen Bettelordenskirche mit nur einem Seitenschiff auf der Nordseite und einem dreijochigen, polygonal schließenden Chor im Osten. Zu den Einkünften des Konvents zählten Erträge eines Weinbergs. Der Prior Johannes Oerter ließ 1506 in die Stadt und zum Kloster eine Wasserleitung legen. 1524 lebten im Kloster noch 30 Mönche.
Die Auflösung der Dominikanerniederlassung begann mit dem Bauernkrieg 1525, als viele Mönche das Kloster verließen. Im selben Jahr inventarisierte der Amtsschösser Sebastian Wölner im Auftrag Friedrichs des Weisen die beweglichen Besitztümer der Jenaer Kirchen und Klöster und notierte für das Dominikanerkloster:
„400 fl. an Gelde und Munze haben die Pauler Mönche vor den Aufruhr selbst bey dem Rath zu getreuer Hand hinderleget und dem Rath zugesaget, sie sollen ihnen die vier Jahr lang jedeß Jahr mit 16 fl. verzinsen. 180 fl. sind im Aufruhr aufß Rathhauß geantwurt, durch die Burger vnd Einwohner, die die Mönche vnd daß Kloster gestürmet. Bericht der Rath, sie haben sollich Geld zur Heerfarth gebraucht, den Söldnern ins Heer geschickt“.
Von den verbliebenen Konventualen wurde einer, Caspar Busch, 1540 lutherischer Pfarrer in Isserstedt; einer starb 1545. Die letzten drei wurden 1548, bei der Gründung des Collegium Jenense in den Konventsgebäuden, mit einer Rente abgefunden.

### Collegium und Universität
Johann Friedrich I. von Sachsen verlor 1547 als Folge des Schmalkaldischen Kriegs große Teile seines Herrschaftsgebiets, darunter Wittenberg mit seiner Universität. Als Ersatz plante er eine neue Landesuniversität in Jena. Dafür wurde das Dominikanerkloster ausgewählt und nach bescheidenen Anfängen 1557/58 grundlegend umgebaut. Die Kirche wurde mit Zwischendecken und Trennwänden in 36 Wohnräume für Studenten aufgeteilt. Im Westen wurde ein Treppenturm im Renaissancestil angebaut.
Unter dem Theologieprofessor und Superintendenten Georg Mylius erfolgte 1592–1595 die Wiederherstellung des Kirchenraums für Gottesdienste und Festakte der Universität und als Grablege der Professoren. In dieser Funktion, auch als homiletischer Übungsraum, wurde die Kirche in den folgenden Jahrhunderten genutzt.
Zwischen 1673 und 1683 wurde die Kirche gründlich saniert. Zur Wiedereinweihung verfasste der Jenaer Historiker Caspar Sagittarius eine lateinische Monographie über die Geschichte der Kirche und ihre Grabdenkmäler.
Beim Luftangriff auf Jena am 19. März 1945 wurde die Kollegienkirche stark beschädigt. In der Nachkriegsbebauung des Collegiumsbezirks war die Kirche nicht mehr vorgesehen.

### Luther-Epitaph
1571 entschied Johann Wilhelm von Sachsen-Weimar, das ursprünglich für die Schlosskirche Wittenberg bestimmte bronzene Luther-Epitaph an die „Nachfolgerin“ der Universität Luthers, die Universität Jena, zu geben. Als Aufstellungsort war die Universitätskirche vorgesehen, die jedoch noch in profanem Gebrauch war, sodass das Epitaph zunächst und schließlich für immer in der Michaeliskirche Aufstellung fand.

### Grabplatten, Epitaphien, Grabfunde
Für die Kollegienkirche sind Hinweise auf 83 Grabplatten sowie 38 Epitaphien meist aus dem 17. und 18. Jahrhundert dokumentiert. Sie sind Zeugnisse der einstigen Ausgestaltung des Kirchenraumes und der Sepulkralkultur der Universität Jena.
In den Grüften in der Kollegienkirche fanden sich Grablegen von mehr als 100 Professoren, deren Familienangehörigen und Studenten meist aus dem Hochadel: Die Leichname wurden in vollständiger Kleidung und mit Grabbeigaben beigesetzt. Beigaben waren goldene Ringe, Eheringe, Kämme, Perücken, kleine Bücher, Degen und Totenkronen. Auf den Flächen nördlich und südlich der Kollegienkirche fanden sich Erdbestattungen nichtadeliger Studenten und Akademiker. Insgesamt wurden mehr als 1.500 Individuen aus mehr als 500 Gräbern geborgen.

## Varia
- Im Jahr 2015 wurde ein aus der Kollegienkirche stammendes besticktes Antependium, das nach Ende des Zweiten Weltkriegs in die USA gelangt war und dort einer lutherischen Gemeinde in Dearborn diente, an die Universität Jena zurückgegeben.[9] Dieses Altartuch ist nun in der Stadtkirche St. Michael Jena und findet dort jeweils zu Pfingsten Verwendung. Die Universität Jena will es im Sommer 2023 für das Forschungsprojekt zur Geschichte des Kollegienhofes untersuchen und Fotos fertigen. Wenn der Erhaltungszustand es zulässt, soll es künftig weiterhin zu Pfingsten in der Stadtkirche verwendet werden. Zudem plant die Universität Jena, es im Herbst 2024 in der Ausstellung zum Collegiums-Projekt im Stadtmuseum Jena zu zeigen.[10]